# 新世界大学站
新世界大学站（波蘭語：Nowy Świat-Uniwersytet）是波蘭华沙地铁2号线的地铁站，于2015年3月8日作为Rondo Daszyńskiego站至Dworzec Wileński站的首段站点之一运营。它由波兰建筑师Andrzej M. Chołdzyński设计，由“地铁计划”建造。该站临近华沙大学。

## 周边
- 圣十字教堂
- 华沙大学
- 餐馆
- 博物馆

## 图集

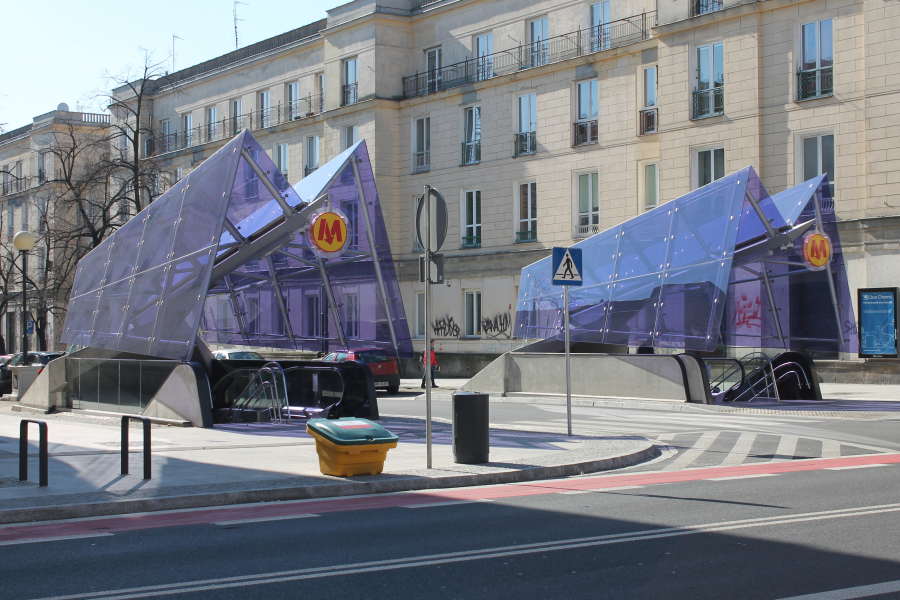
车站入口
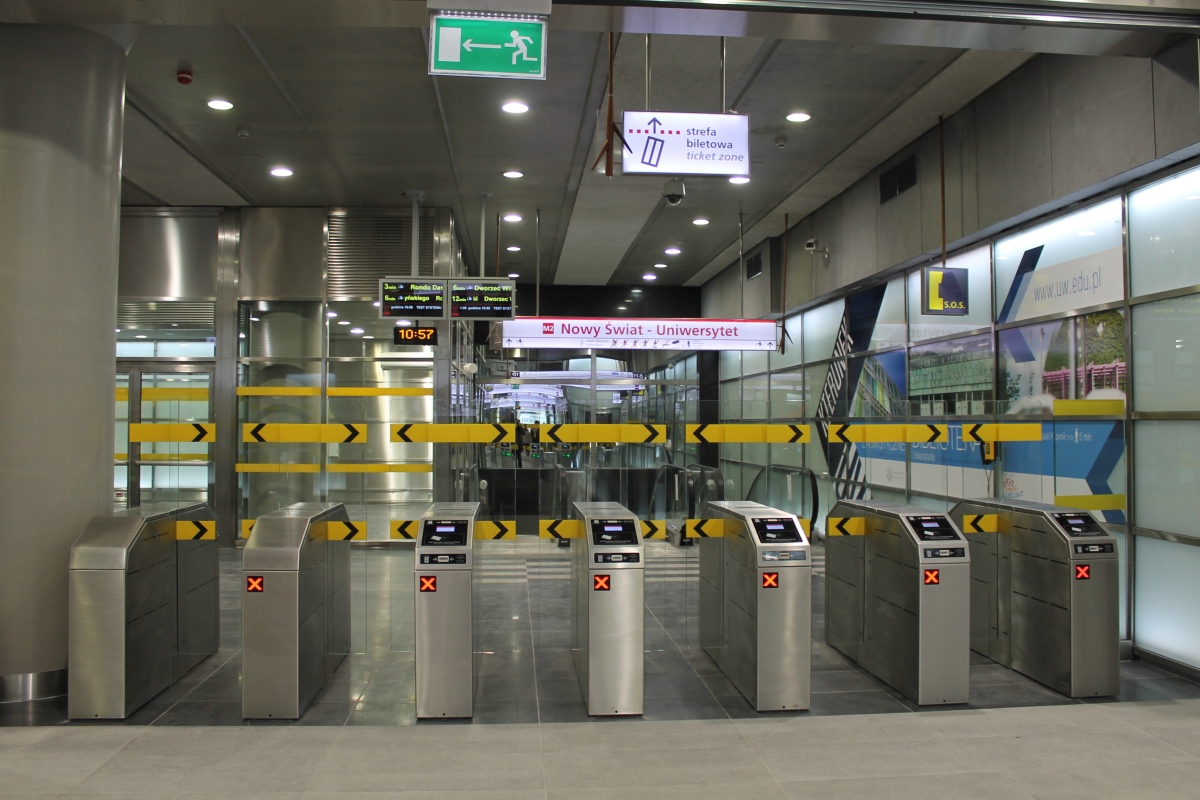
车站入口
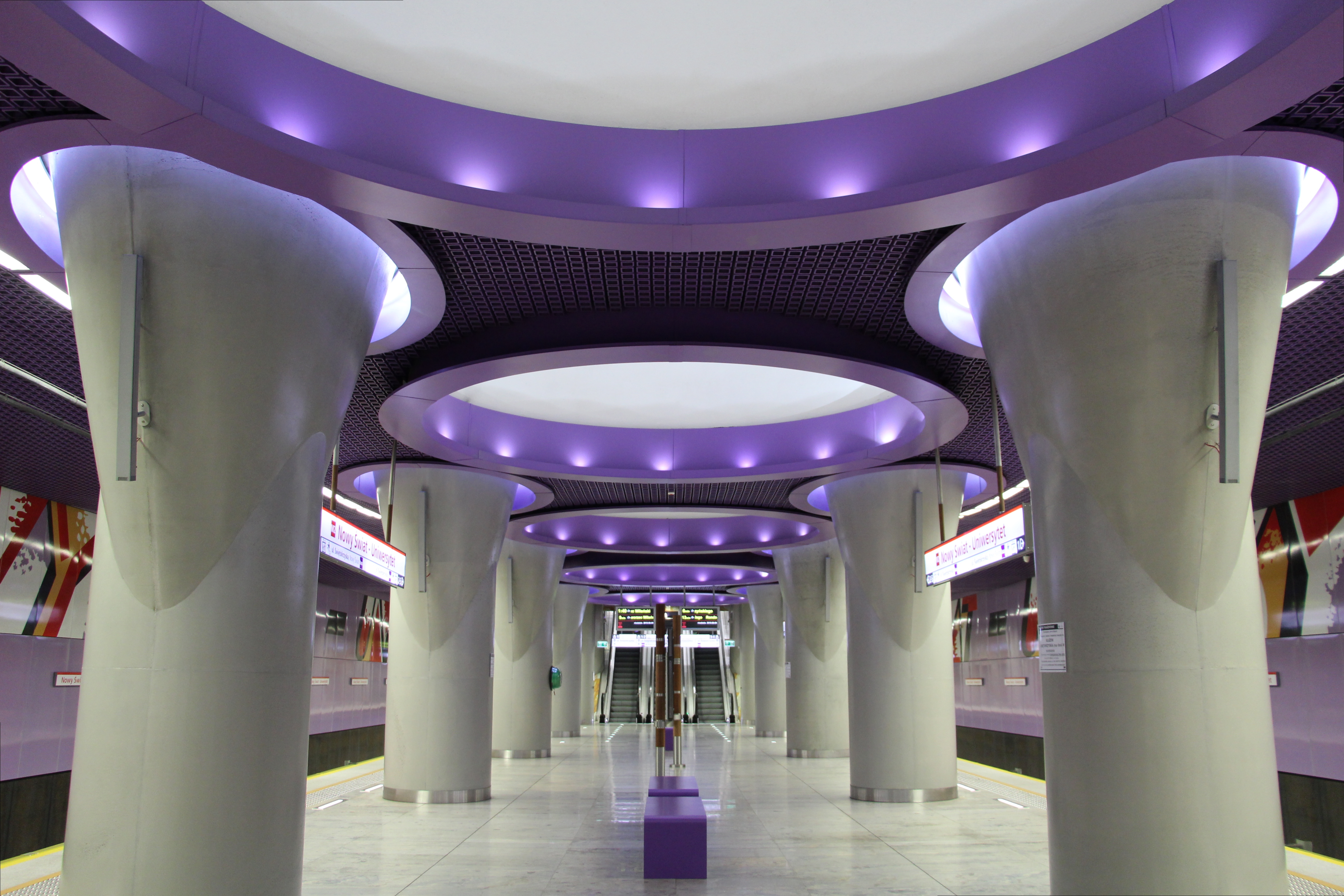
主站台
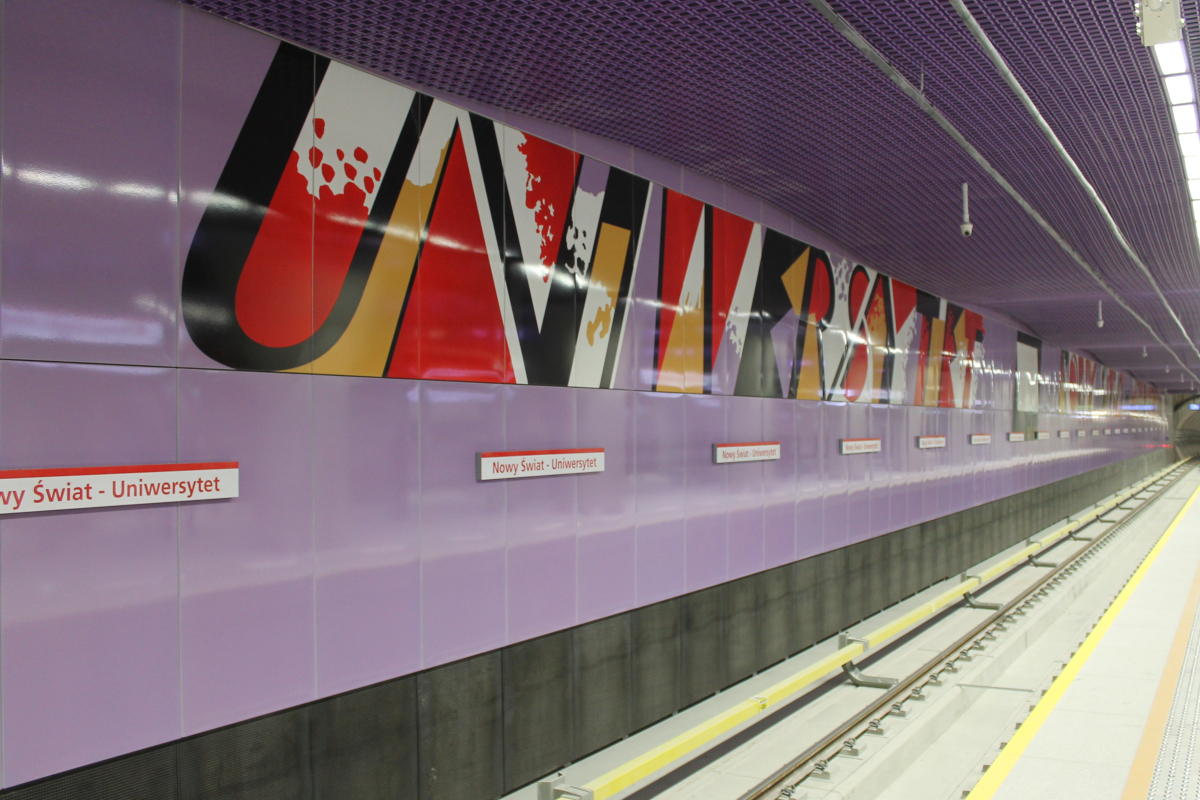
壁画

## 拓展链接
- 维基共享资源上的相關多媒體資源：新世界大学站
- ZTM Municipal Transport Authority website （页面存档备份，存于） - Warsaw Metro page